# Oleh Vernjajev
Oleh Jurijovyč Vernjajev (in ucraino Олег Юрійович Верняєв?, in russo Олег Юрьевич Верняев?; Donec'k, 29 settembre 1993) è un ginnasta ucraino, due volte campione europeo nel concorso individuale (2015 e 2017) e campione europeo, mondiale e olimpico alle parallele simmetriche. Alle Olimpiadi di Londra 2012 ha contribuito al quarto posto della squadra ucraina, mentre alle Olimpiadi di Rio de Janeiro 2016 si è aggiudicato la medaglia d'argento nel concorso individuale e la medaglia d'oro alle parallele.

## Carriera

### 2011: Universiadi Estive di Shenzhen
Durante le Universiadi Estive compete nella finale al volteggio dove, con una media di 15.262 punti, finisce al settimo posto; partecipa inoltre alla finale a squadre, contribuendo al quinto posto della squadra ucraina. In ottobre partecipa, insieme a Mykola Kuksenkov, Vitalii Nakonechnyi, Oleg Stepko, Ihor Radivilov e Roman Zozulya, ai Campionati Mondiali di Tokyo. Con 14.461 al corpo libero, 13.866 al cavallo con maniglie, 14.833 al volteggio e 13.800 alle parallele simmetriche, arriva quinto con l'Ucraina.

### 2012: Olimpiadi di Londra
Inizia l'anno olimpico partecipando all'AT&T American Cup, dove finisce sesto con un complessivo di 88.132 punti. In seguito compete ai Campionati Europei di Montpellier: arriva quinto nel concorso a squadre e secondo alle parallele simmetriche (15.660), dietro di un solo decimo dal tedesco Marcel Nguyen (15.760).
Con 90.300 punti domina la classifica individuale dei Campionati Nazionali, battendo il secondo classificato Oleg Stepko di ben 2.650 punti.
In estate, insieme ai connazionali Nikolaj Kuksenkov, Vitalij Nakonečnyj, Oleh Stepko e Ihor Radivilov, partecipa ai Giochi Olimpici di Londra; con un complessivo di 88.964 punti si qualifica al tredicesimo posto nel concorso generale individuale e al settimo posto nel concorso a squadre. Durante la finale individuale esegue il secondo miglior volteggio della giornata (16.233, dietro solo al campione olimpico Kōhei Uchimura), ma commette degli errori al corpo libero (14.533) e al cavallo con maniglie (13.966), finendo undicesimo. Durante la finale a squadre, con un complessivo di 271.526 punti, la squadra ucraina arriva inizialmente terza ma, in seguito al ricorso della squadra giapponese, finisce in quarta posizione a soli due decimi dal podio.

### 2013: Europei di Mosca e Universiade di Kazan'
Il 2013 è un anno ricco di successi per Veryayev: diventa campione nazionale, vice-campione all'American Cup e medaglia di bronzo ai campionati europei di Mosca.
In estate partecipa all'Universiade di Kazan' 2013, dove trascina la squadra ucraina (formata da Oleg Stepko, Petro Pachnjuk e Maksym Semiankiv) al secondo posto del rispettivo concorso; si qualifica inoltre per la finale del concorso individuale e alla sbarra, vincendo due medaglie di bronzo.

### 2014: Campionati Mondiali di Nanning
Nel mese di paggio prende parte ai Campionati Europei di Sofia dove, con 15.100 al corpo libero, 14.400 al cavallo, 14.900 agli anelli, 14.783 al volteggio, 15.591 alle parallele e 14.600 alla sbarra, aiuta la squadra ucraina a vincere la medaglia di bronzo con 262.087 punti. Nelle finali di specialità vince la medaglia d'oro alle parallele simmetriche (15.966) e la medaglia di bronzo al volteggio (14.916). Partecipa poi ai Campionati Mondiali di Nanning, dove diventa campione nella sua specialità, le parallele.
Il 29 ottobre partecipa al Memorial Gander in Svizzera, dove vince il titolo generale con 62.250 punti, battendo di ben due punti il secondo classificato Fabian Hambuechen.

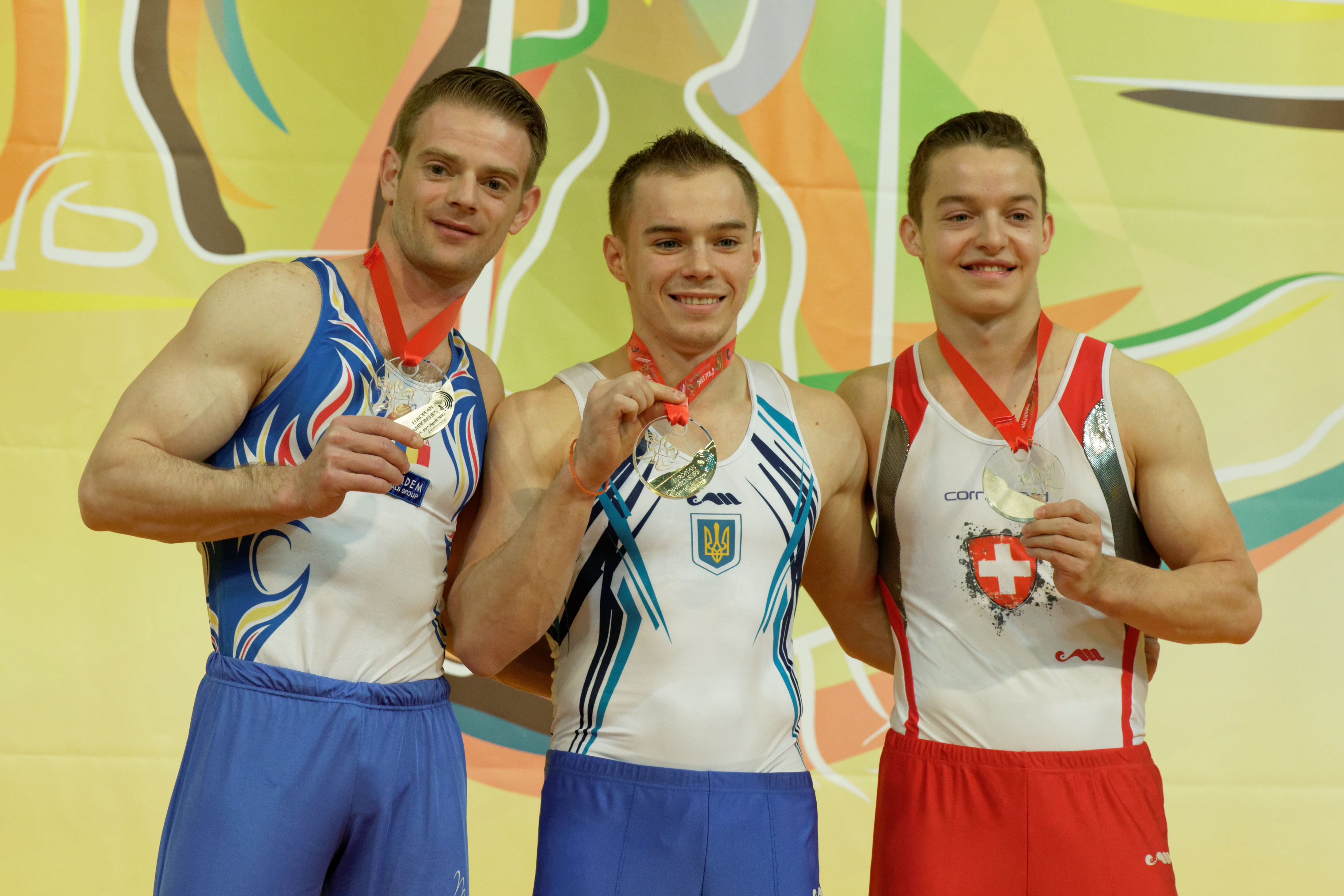
Oleg Verniaiev insieme a Marius Berbecar e Christian Baumann.

### 2015: American Cup, Campionati Europei di Montpellier
Il 7 marzo 2015 partecipa all'AT&T American Cup, vincendo il titolo con 90.597 punti e superando nell'ultima rotazione alla sbarra (15.066) il terzo classificato Donnell Whittenburg. Supera di 0.499 punti il secondo classificato Ryohei Kato, grazie soprattutto al 15.900 ottenuto alle parallele simmetriche.
Viene convocato per partecipare ai Campionati Europei di Montpellier, in programma dal 15 al 19 aprile in Francia. Con degli altissimi punteggi (14.400 corpo libero, 15.000 cavallo con maniglie, 15.233 anelli, 14.933 volteggio, 16.116 parallele pari, 13.900 sbarra), vince la medaglia d'oro nel concorso generale individuale. Si conferma campione europeo alle parallele, grazie al punteggio di 15.866.
In estate partecipa ai Giochi Europei, aiutando la squadra ucraina a vincere la medaglia d'argento. Individualmente si qualifica per le finali del concorso individuale e in tutte le finali ad attrezzo, ad eccezione di quella agli anelli. Vince il titolo individuale con un punteggio finale di 90.332 e il titolo al volteggio con una media di 15.226; arriva inoltre sesto al corpo libero (14.233) e quinto al cavallo con maniglie (13.833), alle parallele simmetriche (14.633) e alla sbarra (14.900).
Ai Campionati Mondiali di Glasgow, gara qualificante per le Olimpiadi di Rio de Janeiro, compete su tutti e sei gli attrezzi e si qualifica per le finali del concorso individuale, al cavallo con maniglie, al volteggio e alle parallele. Nella finale all-around un errore al cavallo con maniglie non gli permette di andare oltre il quarto posto (89.640), a soli quattro decimi dal terzo classificato Deng Shudi (90.099). Nelle finali di specialità vince la medaglia d'argento alle parallele simmetriche (16.066); arriva inoltre quarto al volteggio (15.283), sesto al cavallo con maniglie (15.266)

### 2016: Olimpiadi di Rio de Janeiro
Dal 25 al 29 maggio compete ai Campionati Europei di Berna, dove vince la medaglia d'oro al volteggio (15.399) e l'argento alle parallele (15.716), dietro al russo David Beljavskij (16.033).
Ad agosto partecipa insieme ai connazionali Vladyslav Hryko, Ihor Radivilov, Maksym Semjankiv e Andrij Sieničkin ai Giochi Olimpici di Rio de Janeiro dove la squadra ucraina conclude la gara all'ottavo posto. Individualmente, grazie a delle buonissime prestazioni su tutti gli attrezzi, si qualifica per la finale all-around, al cavallo con maniglie, al volteggio, alle parallele e alla sbarra. Conquista la medaglia d'argento nel concorso individuale, concludendo la gara con 92.266 punti alle spalle solo del giapponese Kōhei Uchimura e la medaglia d'oro nelle parallele con 16.041 punti. A causa di alcuni errori e cadute arriva quinto al cavallo, settimo al volteggio e alla sbarra.